# Magdeburger Biographisches Lexikon
Das Magdeburger Biographische Lexikon (kurz MBL) ist ein Fachlexikon für Biografien mit Bezug zur Stadt Magdeburg und den umliegenden Landkreisen Börde, Jerichower Land, und dem ehemaligen Landkreis Schönebeck. Für diesen Themenkreis stellt es das maßgebliche Standardwerk dar.
Im 894 Seiten umfassenden Lexikon befinden sich 1766 Biographien von Persönlichkeiten, die in der Region Magdeburg geboren oder in der Region in bedeutender Weise aktiv wurden. Es wurden nur Personen aufgenommen, die zwischen 1800 und 2001 verstorben sind. Neben Politikern finden sich vor allem Unternehmer, Sportler, Wissenschaftler, Künstler, Militärs und regionale Originale.
Herausgeber des Werkes sind Guido Heinrich und Gunter Schandera. Die Texte stammen von etwa 350 verschiedenen Autoren. Die erste Präsentation erfolgte in der Magdeburger Sankt-Sebastian-Kirche. Das Vorwort verfasste der damalige Ministerpräsident Sachsen-Anhalts Reinhard Höppner.
Das MBL erscheint auch in einer Online-Version, die zum letzten Mal im April 2007 erweitert worden ist und über 1795 Biografien verfügt.